# Samia (papillon)
Pour les articles homonymes, voir Samia.
Genre
Samia est un genre de lépidoptères (papillons) appartenant à la famille des Saturniidae et à la sous-famille des Saturniinae.

## Liste des espèces
Selon Catalogue of Life (22 mars 2023) :
- Samia abrerai Naumann & Peigler, 2001
- Samia beekei Paukstadt & Paukstadt, 2012
- Samia burica Brechlin, 2007
- Samia canningi  Hutton, 1859
- Samia ceramensis Bouvier, 1928
- Samia cynthia (Drury, 1773) — Bombyx de l'ailante ou croissant
- Samia formosana Matsumura, 1931
- Samia fulva Jordan, 1911
- Samia insularis Snellen van Vollenhoven, 1862
- Samia kikibudiamini Paukstadt & Suhardjono, 2002
- Samia kohlli Naumann & Peigler, 2001
- Samia luzonica Watson
- Samia naessigi Naumann & Peigler, 2001
- Samia naumanni Paukstadt, Peigler & Paukstadt, 1998
- Samia peigleri Naumann & Nässig, 1995
- Samia pryeri Butler, 1878
- Samia ricini Jones, W., 1791
- Samia tetrica Rebel, 1924)
- Samia treadawayi Naumann, 1998
- Samia vandenberghi Watson, 1915
- Samia wangi Naumann & Peigler, 2001
- Samia watsoni Oberthür, 1914
- Samia yayukae Paukstadt, Peigler & Paukstadt, 1993